# Barnegat Light
Barnegat Light es un borough ubicado en el condado de Ocean, Nueva Jersey, Estados Unidos. Según el censo de 2020, tiene una población de 640 habitantes.

## Geografía
Está ubicado en las coordenadas 39°45′13″N 74°6′17″O / 39.75361, -74.10472 (39.753505, -74.104953).

## Demografía
Según la Oficina del Censo en 2000 los ingresos medios por hogar en la localidad eran de $52,361 y los ingresos medios por familia eran $66,406. Los hombres tenían unos ingresos medios de $52,917 frente a los $45,000 para las mujeres. La renta per cápita para la localidad era de $34,599. Alrededor del 4.7% de la población estaba por debajo del umbral de pobreza.